# Deutscher Kulturrat (Namibia)
Der Deutsche Kulturrat (DKR) war ein parteiübergreifender Kulturverein in Namibia mit Hauptsitz in Windhoek. Der Deutsche Kulturrat wurde 1989 gegründet und löste sich 2022 auf.
Im DKR waren 28 Institutionen und Vereine (Stand 2020) organisiert, darunter der Deutsche Pfadfinderbund Namibia. Er vertrat generell die kulturellen Interessen der Deutschnamibier bzw. deutschsprachiger im Land. Insgesamt hatte er rund 6000 Mitglieder (Stand 2009) und war damit die größte Organisation deutschsprachiger Namibier. 
Es fehlte dem Verein aufgrund mangelnder Transparenz jedoch die Legitimation, für die gesamte deutschstämmige Bevölkerung aufzutreten. Der Konflikt in Sachen Wiedereinweihung des Reiterdenkmals machte dieses Problem auch für die Öffentlichkeit deutlich.
Seit Dezember 2005 gab der DKR die halbjährliche Deutsche Literatur-Zeitschrift für Namibia namens „Felsgraffiti“ heraus, in der bisher unter anderem auch Beiträge von Helmut Sydow und Giselher W. Hoffmann erschienen.
Nach dem gewaltsamen Tod des langjährigen Vorsitzenden Eckhart Mueller 2019 suchte der DKR nach einer neuen Ausrichtung. Seine Auflösung wurde Anfang Juni 2022 beschlossen, da er keine Ziele mehr verfolge, die nicht durch seine Mitgliedsverbände direkt auch behandelt würden.